# Gymnelia flavitarsis
Gymnelia flavitarsis är en fjärilsart som beskrevs av Walker 1854. Gymnelia flavitarsis ingår i släktet Gymnelia och familjen björnspinnare. Inga underarter finns listade i Catalogue of Life.